# Comuneros-Aufstand in Neugranada
Der Comuneros-Aufstand in Neugranada in Südamerika fand in der Zeit zwischen März und Oktober 1781 statt.

## Gründe
In der Zeit ab 1740 hatte sich die Bevölkerung Neugranadas, verschiedentlich auch gewalttätig, gegen die Politik der spanischen Kolonialregierung im Vizekönigreich Neugranada ausgesprochen. Durch die Bourbonischen Reformen sollte
einmal die Bindung der Bevölkerung der Kolonien, die an Zahl inzwischen die des Mutterlandes übertraf, an Spanien verstärkt werden, zweitens deren Abhängigkeit gefestigt und drittens ein höheres Steueraufkommen erreicht werden. 
Die relativ unabhängige Position der Stadt- und Gemeinderäte, der Cabildos, sollte eingeschränkt werden. Dies widersprach der Entwicklung auf dem nordamerikanischen Kontinent, wo sich die dortigen Kolonien England gerade ihre Unabhängigkeit vom Mutterland erkämpften. 
Der freie Handel sollte erschwert werden durch die Einführung von Exportzöllen und von Strafzöllen für Importe, die nicht aus dem Mutterland kamen. Durch Erleichterungen für den Import aus Spanien sollte die beginnende Industrie Neugranadas behindert werden. Als wirksamste Maßnahme sollte die Umsatzsteuer, die Alcabala, erhöht und die Besteuerung von Alkohol und Tabak angehoben werden. Ferner sollten die Abgaben für eine neue Armada de Barlovento wieder eingeführt werden. Alle diese Maßnahmen hätten den Einfluss und die Gewinne der kreolischen Elite geschmälert.

## Verlauf des Aufstandes
Der Aufstand begann in der Stadt Socorro am 16. März 1781, geführt von der Kauffrau Manuela Beltrán und verbreitete sich rasch im Lande. Dort wurden jeweils auf Versammlungen Ausschüsse von Bürgern gebildet, die El Común genannt wurden und die Aufstände leiteten. Der Aufstand wurde zwar von der Oberklasse geführt, er richtete sich jedoch mit den Parolen der Einheit der Stände auch an die unteren Klassen. So konnte der Kreole Juan Francisco Barbero in kurzer Zeit zwischen 10.000 und 20.000 Rebellen zu einem Marsch auf die Hauptstadt Neugranadas Bogotá bewegen. Die Aufständischen besiegten zwar anfangs die ihnen entgegengesandten Regierungstruppen, hielten jedoch nördlich der Hauptstadt an. Dort wurde in Chía eine Vereinbarung mit den Vertretern der Kolonialmacht unterzeichnet, die jedoch sofort nach dem Eintreffen von Verstärkungen von Regierungstruppen als erzwungen für ungültig erklärt wurde.
In den darauf folgenden Monaten wurden die rebellierenden Städte und Gemeinden von Truppen besetzt, um dort die neuen Steuergesetze durchzusetzen. José Antonio Galán setzte den Widerstand mit einer kleinen Rebellentruppe fort, wurde jedoch verraten und 1782 mit einigen Mitstreitern in Bogotá hingerichtet. Zu Ehren Galáns wurde 1881 eine Stadt in Kolumbien in Galán umbenannt.
Der Aufstand der Comuneros erfasste auch die heute in Venezuela liegenden Städte Mérida und Timotes und wurde auch dort niedergeschlagen.